# Victor Ponta
Victor-Viorel Ponta (phát âm tiếng Romania: [ˈviktor ˈponta]; sinh ngày 20 tháng 9 năm 1972) là một luật gia và nhà chính trị Rumani từng là Thủ tướng Romania từ khi được Tổng thống Traian Basescu bổ nhiệm vào tháng 5 năm 2012 cho đến khi từ chức vào tháng 11 năm 2015 sau vụ cháy hộp đêm Colectiv. Là một thành viên của Đảng Dân chủ Xã hội (PSD) và lãnh đạo đảng này của 2010-2015, ông cũng là nhà lãnh đạo chung (2012-2014) của Liên minh Tự do Xã hội (USL) lúc đó đang là đảng cầm quyền, một liên minh với Đảng Tự do Dân tộc. Ponta cũng đã là một thành viên của Viện đại biểu Romania đại diện cho Gorj County từ năm 2004. Trong nội các Emil Boc, ông là Bộ trưởng ủy nhiệm quan hệ với Quốc hội 2008-2009.
Ponta bắt đầu thời kỳ làm người đứng đầu chính phủ bằng một chiến thắng cho liên minh của ông trong cuộc bầu cử địa phương, cũng như những lời chỉ trích từ xã hội dân sự sau khi một vài nhân vật nổi bật liên quan đến Basescu trong các viện lịch sử và văn hóa do chính phủ tài trợ đã bị sa thải từ chức. Cuối cùng, một cuộc khủng hoảng chính trị nổ ra với sự thay thế của những người đứng đầu mỗi viện lập pháp và một nỗ lực để phế truất Basescu - một nỗ lực cuối cùng thất bại khi cuộc trưng cầu luận tội sau đó đã bị vô hiệu hóa bởi Tòa án Hiến pháp do cử tri đi bầu thấp. Trong khi đó, Ponta là chủ đề gây tranh cãi do những cáo buộc đạo văn luận án tiến sĩ của ông. Bảy tháng sau khi giành được chức vụ này, Ponta đã giúp USL đến một chiến thắng quyết định trong cuộc bầu cử quốc hội, giúp ông có nhiệm kỳ thủ tướng kéo dài 4 năm. Hơn một năm sau, USL giải tán và Ponta thành lập nội các mới với Liên minh Dân chủ Hungary ở Romania (UDMR) làm các đối tác liên minh.